# Massiafe
Massiafe, Massiate ou Massiade (em árabe: مصياف; romaniz.: Miṣyāf) é uma cidade no noroeste da Síria, na província de Hama. Segundo o Departamento Central de Estatísticas, Massiafe tinha uma população de 22 508 no censo de 2004. É o centro administrativo do distrito de Massiafe e do subdistrito de Massiafe. Este último tinha 68 184 habitantes em 2004.
Em meados da década de 1940, seus habitantes eram predominantemente ismaelitas. Atualmente, é uma cidade religiosamente mista com predominantes ismaelistas e alauitas. A cidade é notável por seu grande castelo medieval. Foi utilizado pelos ismaelitas nizaris e sua unidade de assassinos de elite (haxaxins) como centro de seu território na cordilheira de Jabal Ançariá (Ansariyah).

## Etimologia
Por toda a história islâmica até a atualidade, o nome árabe da cidade foi variadamente pronunciado pelos habitantes da região como Massiafe (Maṣyaf), Massiate (Maṣyat) e Massiade (Maṣyad). seu nome é uma evolução do nome assírio Mansuate. O "nṣw" em Mansuate associa-se com o "nss" árabe, que significa "organizar", segundo o estudioso orientalista Edward Lipinsky.
Além disso, Lipinsky sugere que o nome assírio foi provavelmente uma configuração da palavra assíria manṣuwatu que correlaciona-se com a palavra árabe minaṣṣatu(n), ambas traduzíveis como "plataforma elevada". Essa tradução indica o promontório que a fortaleza de Massiafe ocupou e que vigiou o resto da cidade e a área circundante.

## História

### Antiguidade e Idade Média

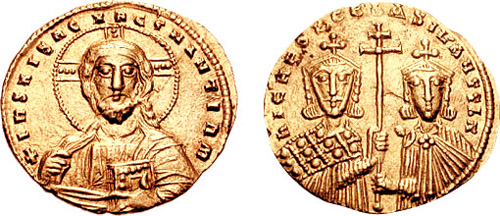
Histameno de r. e r.

Massiafe é o provável sítio da antiga cidade aramaica de Mansuate que existiu no século VIII a.C. Mais tarde serviu como centro administrativo da província assíria de mesmo nome na atual Síria central. Massiafe é também provavelmente o sítio de Mársias. Os historiadores romanos e bizantinos mencionam uma cidade chamada Mársias que controlou as planícies de Gabe e Beca no norte e sul do sítio respectivamente.
Massiafe e sua fortaleza foram mencionadas pela primeira vez pelos cronistas cruzados em 1099. Apesar disso, é provável que uma fortificação dos hamadânidas de Alepo já existisse antes de século XI, pois devido sua posição seria capaz de vigiar as rotas montanhosas. Naquele tempo o forte fez parte do Junde de Quinacerim (província de Cálcis da Celessíria) do Califado Fatímida. No outono de 999, o imperador bizantino Basílio II Bulgaróctono (r. 976–1025) destruiu as fortificações em Massiafe como parte de sua campanha para ganhar controle de Antioquia e seus arredores dos muçulmanos.
A área mais tarde permaneceria sob controle seljúcida, mas em 1099, os cruzados tentaram tomar controle de Massiafe (e a mais estrategicamente importante Rafaneia) após sua captura de Trípoli. O emir seljúcida (príncipe) de Damasco, Zairadim Toguetequim, lançou uma campanha militar para evitar a perda da área e alcançou um acordo de curta duração com os cruzados no qual Massiafe e a Cidadela do Cairo permaneceriam em mãos muçulmanas, mas teria que pagar tributo aos cruzados. Algum tempo depois, Massiafe permaneceu sob controle da dinastia mirdássida. Em 1127, os mirdássidas venderam-a para a dinastia munquidita que esteve centrada em Xaizar.

### Período nizarita

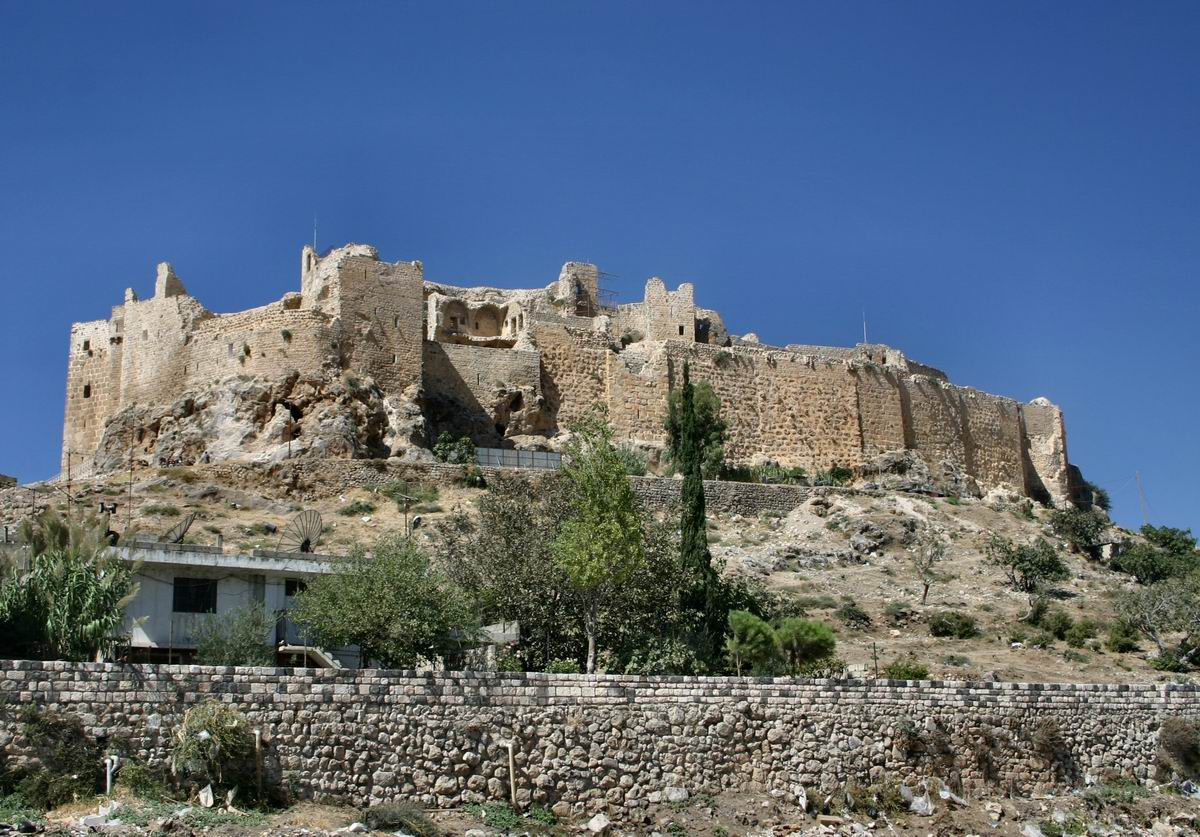
Castelo de Massiafe

Em 1140, Massiafe foi capturada pelos ismaelitas nizaritas, uma seita de muçulmanos ismaelitas xiitas que havia sido exilada de sua base em Alamute, no atual Irã. A fortaleza foi defendida por um mameluco (guerreiro escravo) Banu Munquide chamado Suncur, que a força ismaelita conseguiu emboscar e matar. Os ismaelitas escolheram a Síria como sua nova residência e sucessivamente se assentaram nas cidades de Alepo e Damasco e a fortaleza de Banias, sendo sucessivamente perseguidos e massacrados pelas autoridades ou multidões de residentes locais incitadas por clérigos que acusavam os ismaelitas de serem heréticos ou causarem problemas. Consequentemente, os líderes ismaelistas sobreviventes decidiram que estabeleceriam bases nas cidades sírias e contar com a boa vontade dos vários umara (príncipes) seria, assim, insustentável. Em vez disso, escolheram se assentar em Jabal Ançariá (Jabal Ansariyah) uma cordilheira montanhosa costeira com fortalezas, incluindo Massiafe.
Após sua captura, Massiafe serviu como a principal fortaleza para o da'i ismaelita. Junto com outras fortalezas adquiridas por volta da mesma época, incluindo Cafe, Cauabi, Cadmus e Rusafa, os ismaelistas foram capazes de estabelecer um território autônomo em meio aos Estados cruzados e dinastias muçulmanas hostis nominalmente afiliadas com o Califado Abássida. Massiafe serviu como a base do ismaelita da'i Raxidadim Sinã e sua unidade de elite de fida'is que tornar-se-iam conhecidas como Haxaxins ("Assassinos").
Em meados de 1170, o sultão aiúbida Saladino (r. 1174–1193) preparou-se para conquistar a Síria, expulsando os cruzados e unindo o mundo muçulmano sob o islã sunita. Os ismaelitas consideraram Saladino uma ameaça mais perigosa que os cruzados e aliaram-se com seu rival em Alepo para derrotá-lo. Os homens de Sinã lançaram duas tentativas malsucedidas para assassinar Saladino e em 1176 Saladino lançou uma expedição punitiva contra os assassinos em Massiafe. Dentro de poucos dias, contudo, Saladino recuou devido à necessidade urgente de reorganizar-se contra os cruzados que estavam atacando o território aiúbida em Beca. Ele acordou uma trégua com Sinane mediada pelo emir aiúbida de Hama, Xabadim Mamude Alharimi, o tio de Saladino.

### Período mameluco

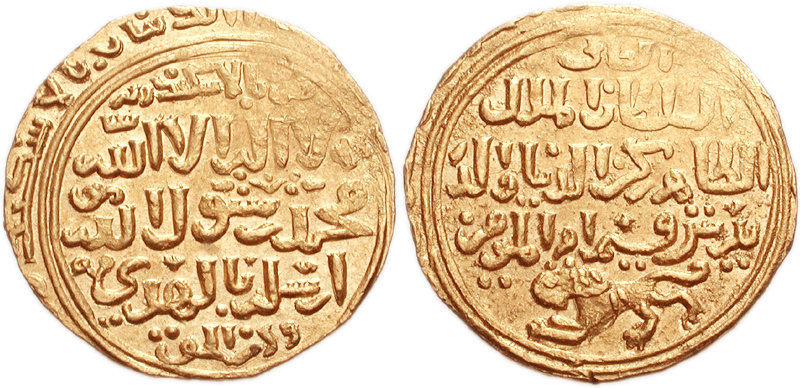
Dinar do sultão do Egito Baibars r.

Um muro em torno da cidade de Massiafe foi construído em 1249 pelo líder persa dos ismaelitas, Tajadim Abul Futu. Em 1260, os mongóis sob Hulagu conquistaram boa parte do norte da Síria e brevemente ocuparam Massiafe. Contudo, após a derrota mongol na Batalha de Ain Jalut nas mãos dos mamelucos baris mais tarde naquele ano, eles retiraram-se da fortaleza.
Em 1262, os governantes de Massiafe receberam ordens para pagar tributos ao sultão mameluco Baibars (r. 1260–1277) e algum tempo depois, o sultão substituiu o emir Najemadim Ismail por Sarinadim Mubaraque. Mubaraque foi mais tarde preso no Cairo por Baibars e Najemadim foi brevemente restaurado como emir após Massiafe ser complemente incorporada no sultanato em 1270. Os ismaelitas continuaram habitando-a por todo o período mameluco. Rumo ao fim do século, Massiafe tornar-se-ia um importante ponto de paragem na rota postal mameluca e foi controlada por um comandante que respondeu diretamente ao sultão devido a seu papel estratégico como fortaleza fronteiriça.
Em 1320, o historiador e emir aiúbida de Hama, Abulfeda, notou que Massiafe era um "cento da doutrina ismailita" e que foi "bela" com jardins e uma fonte da qual nascia um pequeno córrego. Segundo ibne Batuta, que passou pela cidade em 1355, Massiafe foi o centro do distrito pertencente à província de Trípoli e englobava as vilas fortaleza de Rusafa, Cafe, Cadmus, Ulaica e Manica. Massiafe foi mais tarde separada de Trípoli e transferida à autoridade da província de Damasco. Em meados do século XV, sob o sultão Barsbai (r. 1422–1438), uma estrada foi construída conectando Massiafe a Trípoli, mas a rota postal não mais passou através da cidade. Em 1446, o historiador Calil al-Zairi descreveu Massiafe como "uma cidade agradável, com uma extensa zona rural".

### Período otomano

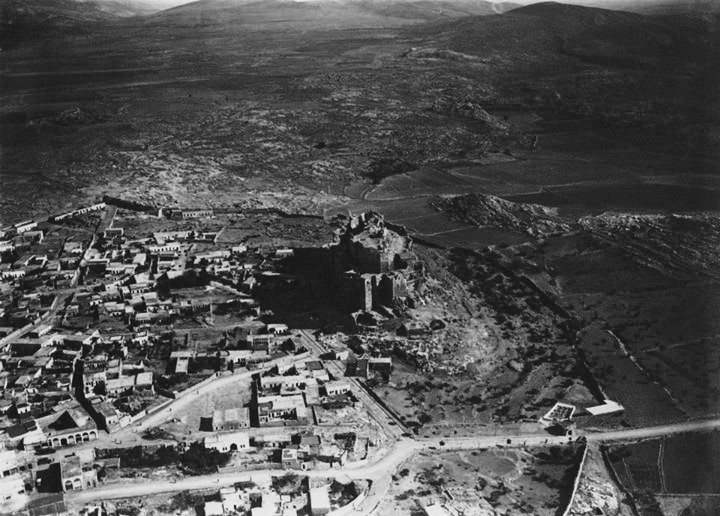
Massiafe em 1935

Massiafe, junto com o resto da Síria, foi incorporada ao Império Otomano em 1516-1517 após a vitória otomana sobre os mamelucos na Batalha de Marje Dabique. Massiafe tornar-se-ia parte do sanjaco (distrito) de Homs, e junto com outras fortalezas ismaelitas em suas proximidades (cala' al-daua), foi responsável por pagar um imposto especial. A cidade teve um cã (caravançarai) que pagou impostos às autoridades otomanas. Os impostos foram abolidos mais tarde em meados do século XVI. Segundo o viajante sufista Abde Algani Anabulci, o emir de Massiafe no começo da década de 1690 era um descendente da tribo árabe dos tanuquitas chamado Solimão.
Em 1703, o clã Raslane, uma tribo alauita, tomou Massiafe e controlou-a por aproximados oito anos até o restauro dos ismaelitas devido a intervenção das autoridades otomanas. Em 1788, o emir de Massiafe, Mustafá ibne Idris, construiu um sabil (fonte para abdesto) e uma casa que seria utilizada por ele e os sucessivos emires ismaelitas.
Em 1808, o clã Raslane liderado pelo Xeique Mamude Raslane atacou Massiafe, matando seu chefe ismaelita, Mustafá Milhim, e seu filho, e capturou a fortaleza. Aproximadamente 300 dos ismaelitas residentes na cidade também foram mortos, enquanto muitos outros, incluindo o da'i (chefe religioso) de Massiafe, fugiram para Homs, Hama e outras áreas na Síria central, assentando nestes locais temporariamente. Os ismaelitas já estavam gradualmente sendo repelidos do Jabal Ançariá pelos clãs alauitas. O governador otomano de Damasco, Cunje Iúçufe Paxá, interveio nessa questão, enviando uma força de 4 000-5 000 soldados para recapturar a cidade. Após três meses de luta, os raslanidas renderam Massiafe. O controle ismaelita sobre a cidade e sua fortaleza foram restaurados em 1810.
Dois anos depois da restauração, Johann Ludwig Burckhardt registrou uma população estimada de 280 famílias, muitas das quais eram ismaelitas e 30 eram cristãs. Burckhardt notou que a cidadela da cidade, muitas casas, a mesquita e muitos outros edifícios estavam severamente danificados ou destruídos devido as lutas anteriores. Por todo o resto do século XIX, a população de Massiafe continuou a regredir.

### Modernidade

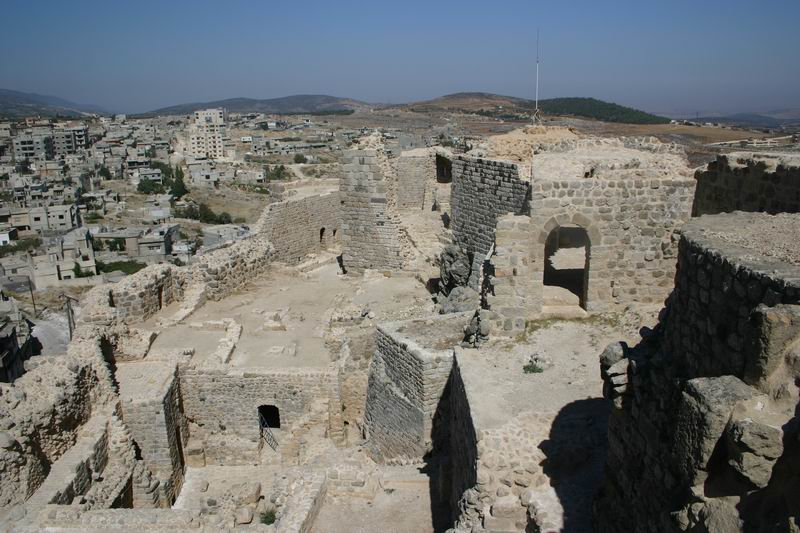
Partes da fortaleza e cidade de Massiafe em 2004

Os Poderes Aliados capturaram a Síria dos otomanos em 1917, após o que os residentes abandonaram consideravelmente a fortaleza de Massiafe. O general britânico T. E. Lawrence residiu em Massiafe e observou que a fortaleza estava sendo utilizada como asilo à época. Durante o Mandato Francês da Síria, os franceses separaram Jabal Ançariá do resto da Síria para formar o Estado Alauíta. Massiafe tornar-se-ia parte do Estado de Damasco, mas em 1929, algumas vilas rurais alauítas em suas imediações, incluindo Rusafa, Baiadiá, Acaquir, Mariamim e Abu Cubais, foram cedidos ao Estado Alauíta. O último foi incorporado ao resto da Síria em 1936. Em 1939, Massiafe e seu distrito foi transferido da província de Hama à província de Lataquia. Por toda a década de 1930, salas da fortaleza ainda estavam sendo utilizadas pelos residentes locais.
Em 1947, um anos a Síria se tornar independente da França, 3 808 ismaelitas foram registrados vivendo em Massiafe. O governo sírio sob o presidente Amin al-Hafiz estabeleceu Massiafe como centro de tecelagem de carpetes em 1965. Estas oficinas empregavam principalmente mulheres. Na década de 1960, a comunidade ismaelita de Massiafe principalmente identificou-se com o movimento nasserista, em contraste com os alauítas que dominaram as vilas circundantes que foram principalmente associadas com os baatistas.
Em 1970, boa parte da cidade de Massiafe ainda permanecia dentro dos confins das muralhas. Contudo, por volta de 1998, sua população e espaço urbano tinham se expandido consideravelmente fora dos muros. A fortaleza está situada na porção nordeste da antiga cidade de Massiafe.  As muralhas permanecem no lugar, mas as residências e jardins dos residentes locais foram construídas imediatamente ao lado delas. Dentro das muralhas está uma mesquita datada do século XII e segundo os residentes locais é associável a Saladino. A fortaleza é considerada um monumento nacional e está diretamente sob a autoridade do Diretório Sírio de Antiguidades.

## Geografia
Massiafe está situada junto do sopé das encostas orientais de Jabal Ançariá. Sua elevação média é 485 metros e ela está situada a oeste da planície de Gabe. A área é marcada por jardins, pomares e campos de trigo e cevada que são cultivados por residentes locais. A norte e sul de Massiafe correm riachos sazonais que alimentam um afluente do rio Orontes chamado al-Sarute.
A cidade de Hama está a 45 quilômetros a leste e Banias  está a 54 quilômetros a oeste. Hama está conectada à cidade via uma estrada a norte de Massiafe que passa através de al-Lacba e Deir Xamil. As vilas dos arredores incluem Rusafa a sudoeste, al-Baida a sul, al-Suaida a sudoeste, Rabu a oeste, Bicraca a noroeste, al-Huraife e Haialim a norte, al-Zaina a nordeste e al-Xia a leste.